# رالف إتش جونسون
رالف إتش جونسون (بالإنجليزية: Ralph H. Johnson)‏ هو عسكري أمريكي، ولد في 11 يناير 1949 في تشارلستون في الولايات المتحدة، وتوفي في 5 مارس 1968 في محافظة كوانغ نام في فيتنام بسبب إصابة.